# Molinaranea
Molinaranea là một chi nhện trong họ Araneidae.